# Enriquillo

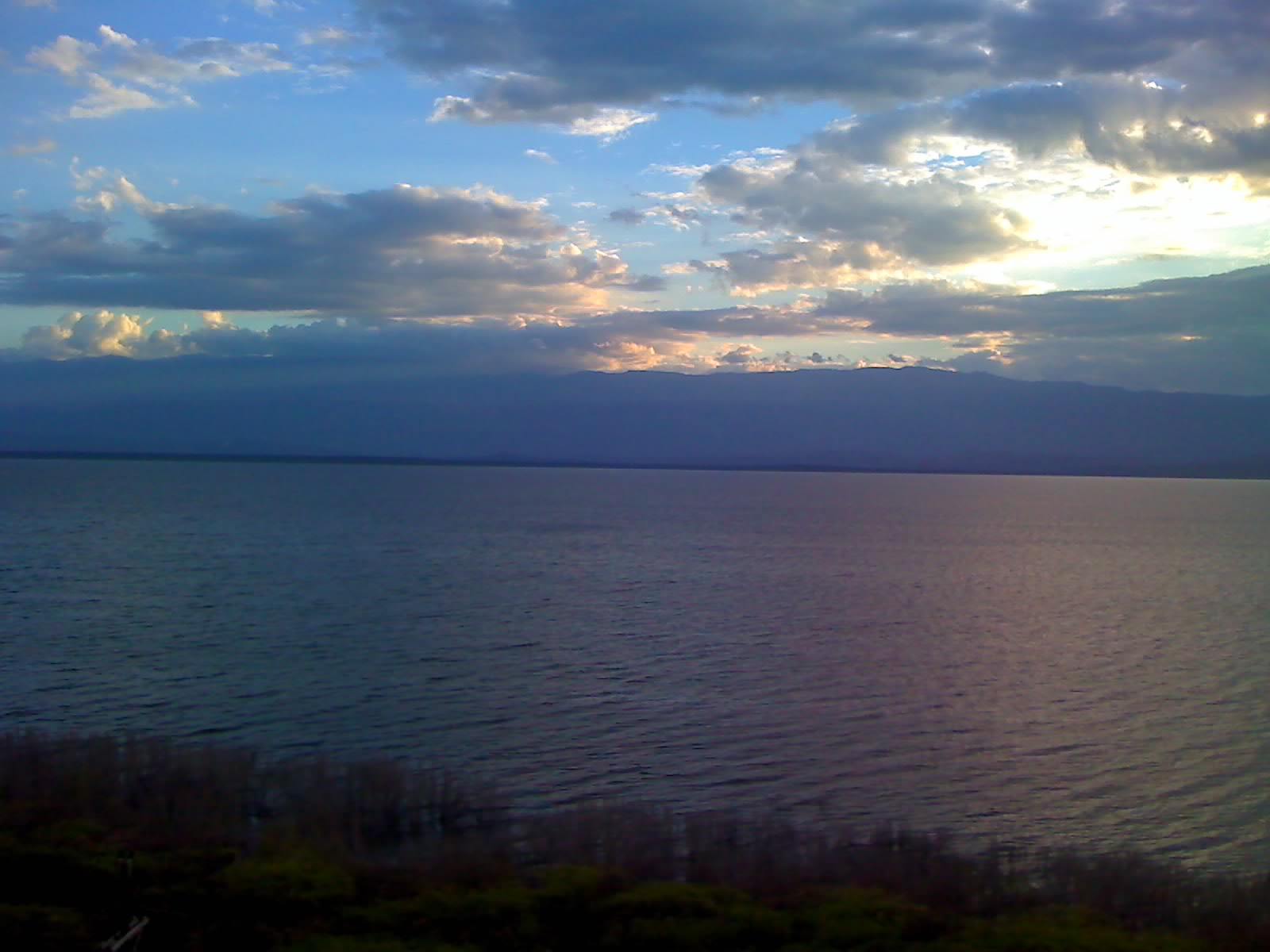
Llac Enriquillo.

Enriquillo és llac més gran de la República Dominicana i de les Antilles amb els seus 265 km², encara que la seva àrea no és constant. Les seves aigües són compartides per les províncies Independencia i Baoruco. Forma part del Parc Nacional Llac Enriquillo i Illa Cabritos i de la reserva de la biosfera de Jaragua-Bahoruco-Enriquillo.
El llac es troba a -44 msnm amb una profunditat de fins a 24 m. El llac té un total de 3 illes les quals també es troben sota el nivell del mar. La més important és l'Illa Cabritos la qual té forma allargada (12 x 2,2 km). Les altres dues illes s'anomenen Barbarita (localment coneguda com a "Chiquita") i la Islita.